# Steven Scott
Steven Scott (* 10. Januar 1985 in London) ist ein britischer Sportschütze in den Disziplinen Trap und Doppeltrap.

## Erfolge
Steven Scott nahm an zwei Olympischen Spielen im Doppeltrap teil. 2008 belegte er in Peking mit 134 Punkten den 13. Rang. Bei den Olympischen Spielen 2016 in Rio de Janeiro zog er mit 138 Punkten als Vierter der Vorrunde ins Halbfinale ein, in dem ihm 26 Treffer gelangen. Im Stechen setzte er sich gemeinsam mit Tim Kneale gegen James Willett durch, sodass er und Kneale in das Duell um die Bronzemedaille einzogen. Mit 30 Treffern erzielte Scott in diesem zwei mehr als Kneale und erhielt somit die Bronzemedaille.
Bei Weltmeisterschaften gewann Scott im Doppeltrap 2007 in Nikosia, 2009 in Maribor und 2010 in München jeweils in der Mannschaftskonkurrenz, sowie 2014 in Granada im Einzel Bronze. Jeweils eine Goldmedaille bei Commonwealth Games sicherte sich Scott 2010 in Delhi im Paarwettbewerb im Doppeltrap und 2014 in Glasgow im Doppeltrap-Einzel.